# Kristián Kolčák
Kristián Kolčák (* 30. ledna 1990 v Bratislavě) je slovenský fotbalový záložník či obránce.

## Klubová kariéra
Svoji fotbalovou kariéru začal v FK Inter Bratislava, odkud v průběhu mládeže zamířil do ŠK Slovan Bratislava. V roce 2007 se propracoval do prvního mužstva kdy debutoval proti MFK Dubinica. Svuj prvni titul ziskal se Slovanem Bratislava v sezone 2008/09. V roku 2009/10 ziskal Slovensky pohar. Před sezonou 2010/11 odešel na hostování do MFK Dubnica. Po půl roce vrátil zpět do Slovanu a vybojoval s ním double. V létě 2012 byl na testech v českém týmu FC Vysočina Jihlava, kde se nedohodnul na smlouve. Zustal v Slovane Bratislava a v sezóně 2012/13 získal se Slovanem Bratislava znova tzv. „double“, tzn. ligový titul a triumf v domácím poháru. V sezóně 2013/14 ligový titul se Slovanem obhájil. S týmem se probojoval do základní skupiny  Evropske ligy  se Slovanem Bratislava dva krát a to v roce 2011/12 kde číhali souperi Athletic club Bilbao , Pariž St. Germain, Red Bull Salzburg a  Evropské ligy 2014/15,  SSC Neapol (Itálie), AC Sparta Praha (Česko) a Young Boys Bern (Švýcarsko).

### Podbeskidzie Bielsko-Biała
V lednu 2015 s ním přestal Slovan počítat a hráč odešel na půlroční hostování s opcí na přestup do polského prvoligového klubu Podbeskidzie Bielsko-Biała. Před ročníkem 2015/16 klub využil předkupní právo a podepsal s fotbalistou dvouletý přestupní kontrakt.

## Reprezentační kariéra

### Mládežnické reprezentace
Kolčák působil v mládežnických reprezentacích Slovenska včetně týmu do 21 let. Zúčastnil se kvalifikace na Mistrovství Evropy hráčů do 21 let 2013 konaného v Izraeli, kde Slovensko obsadilo s 15 body druhé místo v konečné tabulce skupiny 9 za první Francií (21 bodů). Skóroval 10. září 2012 proti Kazachstánu (výhra 6:0). Slovensko se na závěrečný šampionát neprobojovalo přes baráž, v níž vypadlo po prohrách 0:2 doma i venku s Nizozemskem.